# La Trinité-des-Monts
Pour les articles homonymes, voir Trinité-des-Monts.
La Trinité-des-Monts, ou simplement Trinité-des-Monts, est une municipalité de paroisse à vocation agricole de la province de Québec (Canada), située dans la municipalité régionale de comté (MRC) de Rimouski-Neigette, dans la région administrative du Bas-Saint-Laurent.

## Toponymie
La dénomination religieuse de la municipalité fait référence à la trinité dans le christianisme. Ce toponyme suit l'inspiration de celle de la mission de l'Esprit-Saint qui donna naissance à la paroisse de La Trinité-des-Monts et à la paroisse voisine d'Esprit-Saint. D'ailleurs, le bureau de poste situé où s'est organisée La Trinité-des-Monts plus tard prit le nom d'Esprit-Saint en 1938. Ce bureau de poste fut renommé Cenellier en 1939 en reprenant le nom d'une rivière de l'endroit. Il a adopté son nom actuel de La Trinité-des-Monts en 1943. Ces toponymes ont été choisis par les autorités religieuses de l'Archidiocèse de Rimouski. Plus précisément, c'est monseigneur Charles-Eugène Parent, évêque de Rimouski, qui a baptisé la paroisse lorsqu'il aperçut les monts Notre-Dame à l'est en cherchant un site pour l'édification de l'église de La Trinité-des-Monts.

## Histoire
Le bureau de poste a été ouvert en 1938. La caisse populaire a été fondée le 31 mars 1943. La paroisse de Trinité-des-Monts a été érigée canoniquement en 1963. La municipalité de paroisse de Trinité-des-Monts a été créée officiellement le 1er janvier 1965 par l'organisation de territoires non-organisée aujourd'hui connus sous le nom de Lac-Huron.

## Géographie
La Trinité-des-Monts est située sur le versant sud du fleuve Saint-Laurent à 320 km au nord-est de Québec et à 420 km à l'ouest de Gaspé.  Les villes importantes près de La Trinité-des-Monts sont Rimouski à 45 km au nord et Trois-Pistoles à 70 km à l'ouest. Le territoire de La Trinité-des-Monts couvre une superficie de 241 km2 et est ainsi la municipalité la plus vaste de la MRC Rimouski-Neigette.

## Hydrographie
La rivière Rimouski traverse le centre de la municipalité du sud-est vers le nord-ouest.
À partir de son crénon, dans le nord-est, la rivière Brisson coule vers le sud-ouest jusqu'à sa confluence avec la rivière Rimouski.
La rivière du Grand Touradi traverse le nord-ouest de la municipalité vers le nord-est.
La rivière du Cennelier, un affluent de la rivière du Grand Touradi, en traverse le nord-ouest vers le nord.
La rivière Verte traverse le sud-ouest de la municipalité vers le sud-est.
.

## Démographie
| 1996 | 2001 | 2006 | 2011 | 2016 | 2021 |
| ---- | ---- | ---- | ---- | ---- | ---- |
| 283  | 295  | 278  | 256  | 223  | 233  |

Selon Statistique Canada, la population de La Trinité-des-Monts était de 278 habitants en 2006. La tendance démographique des dernières années pour la municipalité suit celle de l'est du Québec, c'est-à-dire une décroissance. En effet, en 2001, la population était de 295 habitants. Cela correspond à un taux de décroissance de 5,8 % en cinq ans. L'âge médian de la population trinitoise est de 52 ans.
Le nombre total de logements privés dans le village est de 175. Cependant, seulement 134 de ces logements sont occupés par des résidents permanents. La majorité des logements de La Trinité-des-Monts sont des maisons individuelles.
Statistiques Canada ne recense aucun immigrant à Trinité-des-Monts. Toute la population de Trinité-des-Monts a le français comme langue maternelle et 9,1 % de la population maitrise les deux langues officielles du Canada.
Le taux de chômage dans la municipalité était de 19,2 % en 2006. Le revenu médian des Trinitois est de 17 785 $ en 2005.
44 % de la population âgée de 15 ans et plus de La Trinité-des-Monts n'a aucun diplôme d'éducation. 48 % de cette population n'a que le diplôme d'études secondaires ou professionnelles. Il n'y a personne qui possède un diplôme universitaire à La Trinité-des-Monts. Tous les habitants de La Trinité-des-Monts ont effectué leurs études à l'intérieur du Canada. Les deux domaines d'études principaux des Trinitois est le « génie », l'architecture et les services connexes » ainsi que le « commerce, la gestion et l'administration publique ».

## Administration
Les élections municipales ont lieu tous les quatre ans et s'effectuent en bloc sans division territoriale.
| Mandat    | Fonction    | Nom                 |
| --------- | ----------- | ------------------- |
| 2021-2025 | Maire       | Chantal Gagnon      |
| 2021-2025 | Conseillers |                     |
| 2021-2025 | #1          | Nicole Després      |
| 2021-2025 | #2          | Marie-France Gagnon |
| 2021-2025 | #3          | Steve Boucher       |
| 2021-2025 | #4          | Poste vacant        |
| 2021-2025 | #5          | Christian Baril     |
| 2021-2025 | #6          | Lise Bérubé         |

| La Trinité-des-Monts Maires depuis 2001                                                                              |                |                                                              |          |
| Élection | Maire          | Qualité                                                      | Résultat |
| 2001 | Raymond Martin |                                                              | Voir     |
| 2005 | Raymond Martin | Voir                                                         |          |
| 2009 | Fernand Garon  |                                                              | Voir     |
| 2013 | Fernand Garon  | Voir                                                         |          |
| 2014 | Charles Sirois |                                                              | Voir     |
| 2014 | Yves Detroz    | Conseiller municipal (2009-2014)                             | Voir     |
| 2017 | Yves Detroz    | Conseiller municipal (2009-2014)                             | Voir     |
| mai 2021 | Nicole Desprès | Mairesse suppléante Administration de la CMQ (mai-nov. 2021) | Voir     |
| 2021 | Chantal Gagnon |                                                              | Voir     |
| Élection partielle en italique Depuis 2005, les élections sont simultanées dans toutes les municipalités québécoises |                |                                                              |          |

De plus, la directrice générale et secrétaire-trésorière de la municipalité est Francesca Lavoie.

## Économie
L'économie de La Trinité-des-Monts tourne principalement autour de l'agriculture et de l'élevage. Il a deux éleveurs de bovins de boucherie, Berthier Rioux et Michel Marceau, un éleveur de moutons, la Bergerie de la Neigette, ainsi que deux éleveurs de porcs, La Coop fédérée (Sogeporc) et la Ferme Cortalien. La truite fumée est très réputée partout dans a région du Bas-Saint-Laurent.

## Culture et société
La paroisse éponyme de La Trinité-des-Monts est située dans l'Archidiocèse de Rimouski.